# Godefroy et Levêque

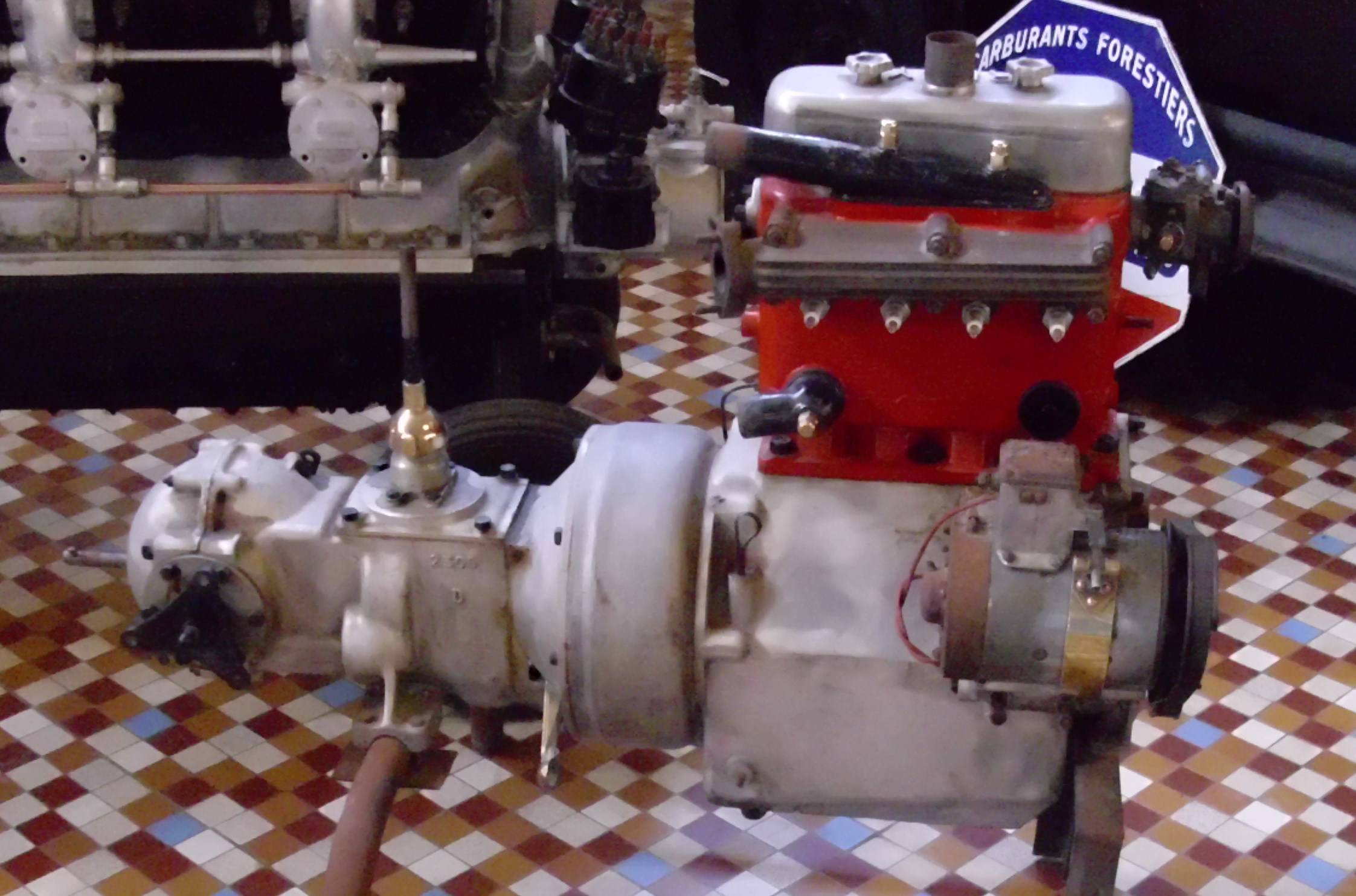
Ruby-Motor

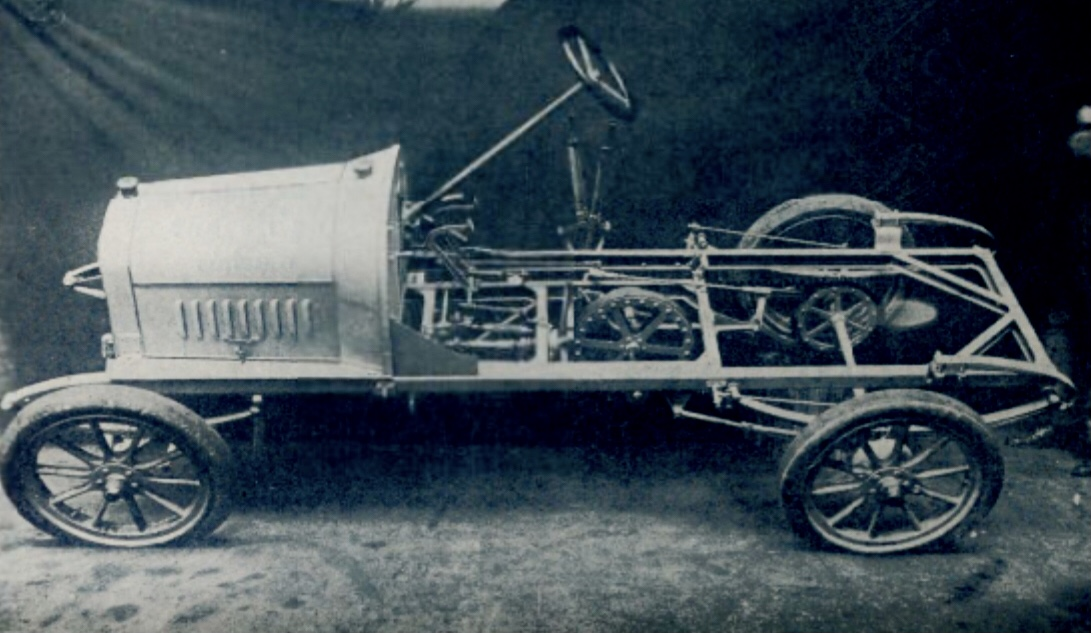
Ruby um 1913

Godefroy et Levêque war ein französisches Unternehmen im Bereich Automobilbau.

## Unternehmensgeschichte
Das Unternehmen aus Levallois-Perret begann 1910 mit der Produktion von Motoren und Automobilen. Der Markenname lautete Ruby. Für den Export nach England erhielten die Fahrzeuge bis 1912 den Markennamen Elburn-Ruby und danach Tweenie. Neben der geringen Anzahl eigener Automobile wurden Einbaumotoren an zahlreiche andere Automobilhersteller geliefert. 1922 endete die Automobil- und 1939 die Motorenproduktion.

## Fahrzeuge
Bis 1914 gab es drei verschiedene Einzylindermodelle sowie drei Zweizylindermodelle vom 6 CV bis zum 12 CV. Der 6 CV hatte einen Einzylindermotor mit  763 cm³ Hubraum mit 90 mm Bohrung und 120 mm Hub. Ein Zweizylindermotor hatte 1118 cm³ Hubraum mit 74 mm Bohrung und 130 mm Hub. Der 8 CV hatte einen Vierzylindermotor mit 1460 cm³ mit 65 mm Bohrung und 110 mm Hub. Der Tank hatte eine Größe von 19 Liter. Die Fahrzeuglänge vom Zweisitzer betrug 3250 mm, die vom Viersitzer 3570 mm. Der kurze Radstand betrug 2250 mm, der lange Radstand für den Viersitzer 2600 mm. Die Spurweite betrug 1150 mm. 1919 erschien ein Vierzylindermodell.

## Motorenlieferungen
An folgende Automobilhersteller wurden Einbaumotoren geliefert: Antony, AS, Ashby, Automobilette, B.N.C., Caban, Carteret, Clément-Rochelle, Coadou-Fleury, Colin, Cyclauto, Dalila, Demati, Derby, D’Yrsan, E.H.P., F.D., Fournier, G.A.R., Georges Irat, Guilick, Hebe, Hinstin, JBR, JG Sport, Jousset, Kévah, Lambert, Le Cabri, Loryc, Madou, MASE, Mouette, Noël, Octo, Orial, Panthère, Perreau, Philos, Rally, Regina, Rémi-Danvignes, Sandford, Schmidlin, Sénéchal, Short-Ashby, S.P.A.G., Spidos, Storm, Tholomé, Tic-Tac, Tom Pouce, Tuar und Zévaco. Die letzten Motorlieferungen erfolgten in den Jahren 1938 und 1939 an die Firma Georges Irat, die sie in den Typ ODU 4 einbaute.